# بيتر سوتون (عالم إنسان)
بيتر سوتون (بالإنجليزية: Peter Sutton)‏ هو عالم إنسان أسترالي، ولد في 1946.